# استورماوث
استورماوث (به انگلیسی: Stourmouth) یک روستا و محله مدنی در بریتانیا است که در Dover واقع شده‌است. استورماوث ۲۶۸ نفر جمعیت دارد.